# Hypoplectrus unicolor
O hamlet-branco (Hypoplectrus unicolor), é uma espécie de peixe tropical nativa de recifes de corais do Atlântico Ocidental, sendo muito procurado por aquaristas  colecionadores de peixes tropicais. É uma espécie solitária, sendo visto nadando próximo ao substrato arenoso ou rochoso. Possui uma coloração branca pálida com barbatanas amareladas e uma mancha escura próxima a cauda.
O hamlet-branco é nativo do Atlântico Ocidental, podendo ser encontrado na costa da Flórida para as Bahamas através do Mar do Caribe até Belize e Aruba, incluindo Curaçau e Ilhas Cayman.